# HNK Junak Srđevići
HNK Junak je hrvatski nogometni klub iz Srđevića kod Livna.

## Povijest
Nogometni klub Junak osnovan je 1972. godine.
Klub ima vlastito nogometno igralište dimenzija 90 x 55 metara sa svlačionicama, klupskim prostorijama i kafićem. U klubu djeluju seniori i veterani. U sezoni 2012./13. HNK Junak bio je prvak Međužupanijske liga što im je mogućilo nastup u Drugoj ligi FBiH – Jug. Ipak, prije početka sezone su odustali od nastupa u Drugoj ligi. 

## Pregled plasmana po sezonama
| Sezona    | Rang | Liga                          | Plasman | Izvori |
| --------- | ---- | ----------------------------- | ------- | ------ |
| 2017./18. | IV.  | Međužupanijska liga HBŽ i ZHŽ | 3.      | [ 3 ]  |
| 2018./19. | IV.  | Međužupanijska liga HBŽ i ZHŽ | 3.      | [ 4 ]  |
| 2019./20. | IV.  | Međužupanijska liga HBŽ i ZHŽ | 4.      | [ 5 ]  |
| 2020./21. | IV.  | Međužupanijska liga HBŽ i ZHŽ | 3.      | [ 6 ]  |
| 2021./22. | IV.  | Međužupanijska liga HBŽ i ZHŽ | 4.      | [ 7 ]  |
| 2022./23. | IV.  | Međužupanijska liga HBŽ i ZHŽ | 1.      | [ 8 ]  |
| 2023./24. | IV.  | Međužupanijska liga HBŽ i ZHŽ | 2.      | [ 9 ]  |
| 2024./25. | IV.  | Međužupanijska liga HBŽ i ZHŽ | 2.      |        |